# Winzerla

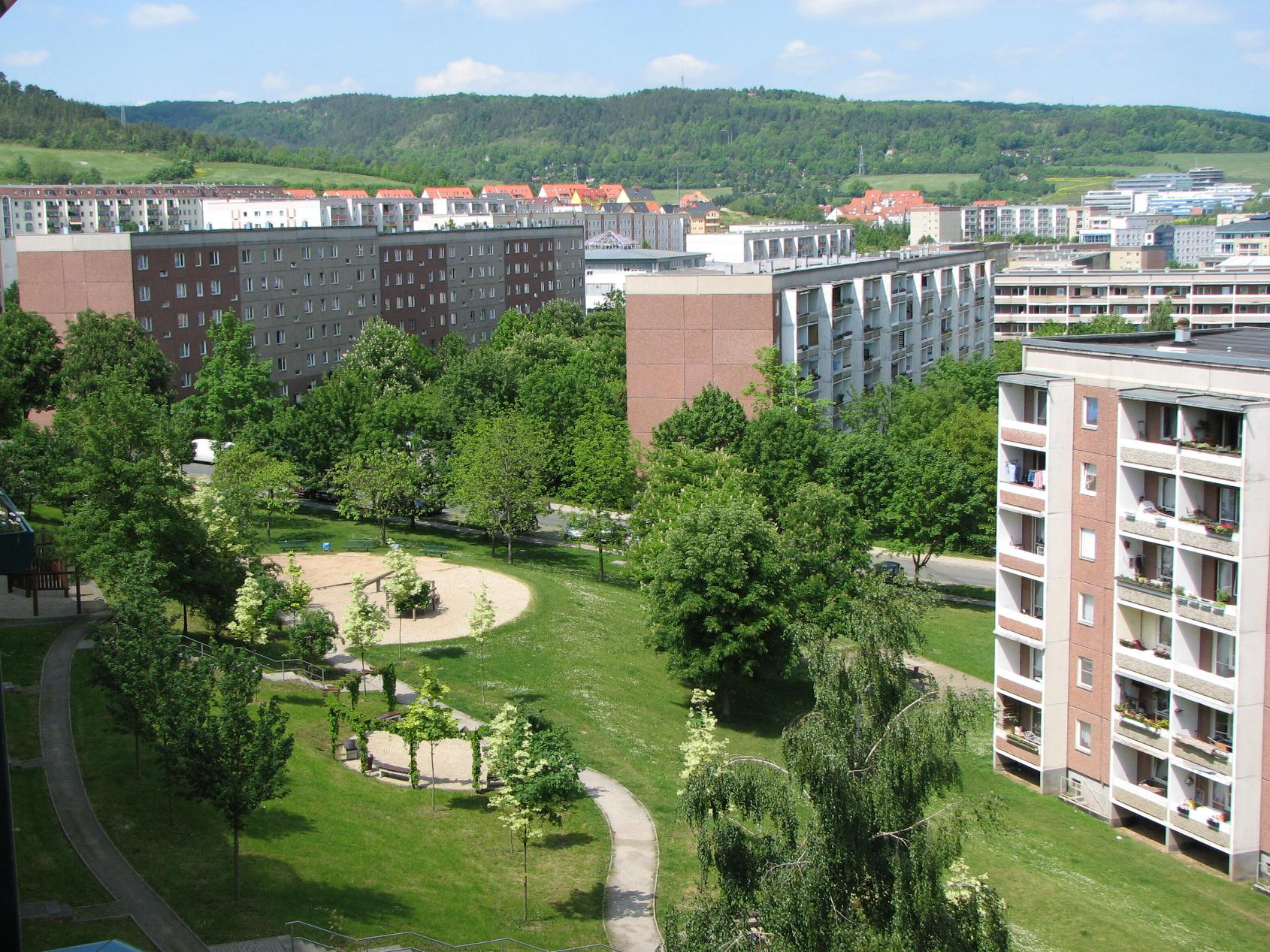
Wohngebiet Winzerla

Winzerla ist ein im Südwesten gelegener Stadtteil der kreisfreien Stadt Jena in Thüringen.

## Lage und Umgebung
Winzerla liegt zwischen der südlichen Vorstadt Jenas, mit der Winzerla durch die Ernst-Abbe-Siedlung im Norden, bestehend aus zahlreichen Reihenhäusern, verbunden ist, dem Stadtteil Burgau im Osten und dem Stadtteil Göschwitz im Süden.
Südwestlich, jenseits des alten Ortskernes, erreicht man das von Laubwäldern geprägte und von Kleingartenanlagen dominierte Landschaftsschutzgebiet Trießnitz. Wanderer gelangen von der Trießnitz, vorbei an weiteren Kleingartenanlagen, über einen Anstieg von etwa 270 Metern auf die Hochebene Mönchsberg (ehemals „Rotheberg“) (399 m NHN). Ein Wanderweg führt zum höchsten Punkt in Jenas unmittelbarer Umgebung (422 m NHN).
In westlicher Richtung unterliegt das Profil Winzerlas einem ständigen leichten Anstieg: Die 6-stöckigen Wohngebäude werden von Einfamilienhäusern, Garagenanlagen und Kleingärten abgelöst, unter anderem befindet sich hier das Wohngebiet Im Hahnengrund. Westlich der bebauten Zone erreicht man über unbebaute, teilweise landwirtschaftlich genutzte Flächen (unter anderem Weideland) die bewaldete Zone am Abhang der Ammerbacher Platte.
Nordwestlich von Winzerla liegt der kleine Stadtteil Ammerbach am gleichnamigen Gewässer, dessen dörflicher Charakter vollständig bewahrt ist. Durch den Ort führt die schmale L 2308, die weiter nach Bucha führt, für PKWs vor der Fertigstellung des Jagdbergtunnels eine beliebte Ausweichstrecke bei Staus auf der A 4.

## Gliederung
Winzerla gliedert sich in den alten Dorfkern um die Kirche und ein Wohngebiet in Fertigteil-Bauweise, auch Neu-Winzerla. Neu-Winzerla besteht aus einem Wohngebiet in Fertigteil-Bauweise (Plattenbauten, 5-Etagen-Wohnblöcke) errichtet ab 1970 und einem Wohngebiet in Fertigteil-Bauweise mit 6-Etagen-Wohnblöcken errichtet ab 1980. An dieses schließt sich das Wohngebiet Hahnengrund (Gemarkung Ammerbach) an, das ab 2000 bebaut wurde. Seit Mitte der 1990er Jahre wurden einige Wohnblöcke modernisiert und deren Fassaden farbig gestaltet.

## Geschichte

### Mittelalter bis Neuzeit
Winzerla wird 1325 erstmals sicher schriftlich erwähnt: Am 18. Oktober übergaben die Brüder Herrmann und Albrecht von Lobdeburg, genannt von Leuchtenburg, Güter beim Dorf Wintzern an das Kloster Bürgel. Bereits 1317 ist ein Ratsherr Heynrich Wincirl belegt, dessen Name genauso auf Winzerla als Herkunftsort wie auf den Beruf des Winzers hindeuten könnte. Seit Mitte des 14. Jahrhunderts ist die Adelsfamilie von Würzburg unter anderem als Lehensträger der Lobdeburger und Landgrafen von Thüringen mit Besitz in Winzerla belegt. Die älteste Überlieferung von Hofbesitzern stammt aus der Zeit von 1421–1425. Seit dem 14. Jahrhundert war Winzerla Teil der wettinischen Territorien und dem Amt Burgau zugeordnet. Im Sächsischen Bruderkrieg kam es 1450 zu Plünderungen und Zerstörungen im Ort.
Namensgebend für den Ort war der Weinanbau, der bis ins 16. Jahrhundert den Lebensunterhalt der Winzerlaer sicherte. Bereits 1346 ist mit einem Weinberg Katzenstein erstmals örtlicher Weinanbau erwähnt. Um 1400 werden im Verwaltungsschriftgut der Stadt Jena mehrere Weingärten bei Winzerla genannt, u. a. an der Trießnitz. Die Weinberge waren im Besitz adliger oder geistlicher Grundbesitzern oder Angehörigen der städtischen Elite aus Jena und zum Teil an die Winzerlaer Bauern verpachtet. Neben dem Weinanbau wurde spätestens seit dem 15. Jahrhundert Hopfen für die Bierbrauerei in Jena und in Winzerla angebaut und Bier im Ort ausgeschenkt. Da das städtische Recht im Jenaer Umfeld Bierausschank verbot, wurde 1425 vom Landgrafen von Thüringen als Landesherren die Schließung einer Winzerlaer Schankwirtschaft gefordert.
Im frühen 16. Jahrhundert war Winzerla aufgrund des Weinanbaus eines der wohlhabendsten Dörfer in der Jenaer Region. Im Dreißigjährigen Krieg wurde 1637 die Winzerlaer Kirche niedergebrannt. 1650 wurde der neue Kirchenbau geweiht, der 1716–1718 durch einen Neubau ersetzt wurde. Die Chronistik berichtet immer wieder über Brände im Ort. So wurden 1668 sechs Wohnhäuser und vierzehn Ställe und Scheunen durch Feuer zerstört.
Während des Vierten Koalitionskrieges fand am 12. Oktober 1806, im Vorfeld der Doppelschlacht bei Jena und Auerstedt, ein Gefecht bei Winzerla statt. Ein Schwerpunkt der militärischen Auseinandersetzungen zwischen französischen Kontingenten und verschanzten preußischen Truppen war der Wald zwischen Trießnitz und Mönchsberg.
Die Trießnitz und ein dortiger Gasthof waren Ende des 18. und im 19. Jahrhundert als Ausflugsziel bei der städtischen Jenaer Gesellschaft beliebt und wurde von bekannten Gästen wie August Wilhelm Schlegel besucht.
1810 gründete sich ein örtlicher Männergesangsverein, zunächst mit Mitgliedern aus Winzerla und Burgau.

### Entwicklung ab 1900
Um 1900 bestand Winzerla aus ungefähr 50 Häusern und hatte 250 Einwohner. Ab 1894 erhielt der Ort Trinkwasser über eine Wasserleitung von der Trießnitz. Im Jahrzehnt nach 1900 wurde Winzerla an das Jenaer Straßenbahnnetz und die städtische Stromversorgung angeschlossen.
1922 erfolgte trotz Widerstandes die Eingemeindung zu Jena.
Im Zweiten Weltkrieg trafen bei einem amerikanischen Luftangriff auf den Eisenbahnknotenpunkt Göschwitz am 19. März 1945 Bomben auch das benachbarte Winzerla und töteten dort 19 Bewohner. Am 11. April 1945 zerstörten amerikanische Jagdbomber eine deutsche Flakstellung in der Winzerlaer Flur an der Oßmaritzer Straße. Dabei fanden sechs Soldaten den Tod, die auf dem Ortsfriedhof in der Oßmaritzer Straße nicht mehr vorhandene Einzelgräber erhielten. Der Volksbund Deutsche Kriegsgräberfürsorge setzte jedoch den Gefallenen nach der Wende ein Erinnerungsdenkmal.

#### Neu-Winzerla
Das generelle Wachstum Jenas und seiner Industrie hatte auch Auswirkungen auf Winzerla. Nachdem die Carl-Zeiss-Werke in Jena immer mehr Fuß fassten, wurde 1967 der Grundstein für das Heizkraftwerk Jena-Süd gelegt. Der durch das Wachstum des VEB Carl Zeiss Jena bedingte wachsende Bedarf an Wohnfläche führte ab 1970 und als zweiten Bauabschnitt ab 1980 zum Bau von 5500 Neubauwohnungen. So wohnten 2006 circa 11.200 Menschen in diesem ungefähr fünf Quadratkilometer großen Stadtteil.
Im Winterhalbjahr 2007/08 wurde der Platz unterhalb des Sparkassengebäudes umgestaltet. Die Arbeiten wurden im Mai 2008 abgeschlossen. Am Ende der schon früher vorhandenen circa 300 m langen Wasserrinne in West-Ost-Richtung wurde eine Terrasse mit breiten Treppenanlagen und Bänken, die zum Sitzen einladen, errichtet. Hinter der Terrasse lief das Wasser aus der Rinne über eine kaskadenartige Konstruktion in das Becken des bereits früher vorhandenen Springbrunnens mit einer Flößer-Figur. Der Brunnen wurde vergrößert und fasst circa 74 Kubikmeter Wasser bei einer Tiefe von ungefähr 30 cm.

## Nationalsozialistischer Untergrund
Ende 2011 wurde Winzerla überregional bekannt als der Ort, an dem sich Anfang der 1990er Jahre im Winzerclub (heute „Hugo“) die Neonazis Uwe Böhnhardt, Uwe Mundlos und Beate Zschäpe kennenlernten, die später als neonazistisches Netzwerk unter dem Namen Nationalsozialistischer Untergrund neun rassistisch motivierte Morde begingen und beim Polizistenmord von Heilbronn die Polizistin Michèle Kiesewetter erschossen. Mundlos und Zschäpe stammten direkt aus Winzerla.
Am 18. Juni 2000 wurde der Neonazi und spätere NPD-Funktionär Ralf Wohlleben mit 111 Stimmen in den Ortschaftsrat von Jena-Winzerla gewählt, wo er bis Ende 2002 die Zuständigkeit für den Bereich Jugend übernahm. Wohlleben wird verdächtigt, die NSU-Terroristen unterstützt zu haben und wurde wegen Beihilfe zum Mord rechtskräftig zu zehn Jahren Haft verurteilt.
Durch Beschluss des Kulturausschusses vom 6. März 2020 wurde der Platz oberhalb der Straßenbahn-Haltestelle Damaschkeweg im September 2020 als „Enver-Şimşek-Platz“ benannt. Der Blumenhändler war das erste Opfer der Terrorgruppe NSU.

## Wirtschaft
In Winzerla gibt es zwei Einkaufszentren (WIN-Center, Columbus-Center), zwei Jugendclubs und verschiedene Bildungseinrichtungen (ein Gymnasium, eine Gemeinschaftsschule und zwei Grundschulen). Dazu kommen noch zwei Hotels und zwei Seniorenheime. Im alten Ortskern existieren zudem eine Kirche und ein Friedhof.
Auf der dem Wohngebiet gegenüberliegenden Seite der Bundesstraße 88 befindet sich ein kleines Gewerbegebiet, unter anderem bestehend aus dem Heizkraftwerk Jena-Süd, einem Verwaltungsgebäude der Thüringer Energie, dem Hauptgebäude der Stadtwerke Energie Jena-Pößneck, dem Freizeitbad GalaxSea, einem Sportzentrum und einem Wäschereibetrieb.
Das markanteste Gebäude von Winzerla ist das Heizkraftwerk Jena-Süd mit seinen 225 m (ab 2019 im Rückbau) und 185 m hohen Schornsteinen, welche seit der Umstellung von Kohle auf Erdgas im Jahre 1996 stillgelegt sind. Das Kraftwerk mit einer Leistung von 199 MWel produziert Elektroenergie, die für das Netz der Thüringer Energie bereitgestellt wird und versorgt das Stadtgebiet Jena mit Fernwärme und Warmwasser (225 MWth).

## Verkehr
Winzerla wird im ÖPNV durch die Straßenbahnlinien 2 und 3 sowie durch die Buslinien 10, 12 und 18 bedient. Alle Linien verkehren werktags mindestens im 20-Minuten-Takt.
Über die durch Winzerla führende Rudolstädter Straße ist der Ort in circa 2 km Entfernung in Südrichtung mit der A 4 (Auffahrt Jena-Göschwitz) verbunden. Nach Norden verbindet der Straßenzug Rudolstädter Straße/Kahlaische Straße Winzerla mit dem Stadtzentrum von Jena. Die Lobedaer Straße verknüpft den Ort mit der östlich verlaufenden B 88.

## Sehenswürdigkeiten
- Dorfkirche Winzerla, frühbarocke Kirche, erbaut 1716–1718